# 奧萊希夫
48°56′56″N 24°59′2″E / 48.94889°N 24.98389°E
奧萊希夫（羅馬化：Oleshiv）是烏克蘭西部伊萬諾-弗蘭科夫斯克州伊萬諾-弗蘭科夫斯克區特魯馬奇市鎮的村莊。該村始建於1444年，面積11.9平方公里，2001年人口634，人口密度每平方公里53.3人。